# AK-102突击步枪
AK-102是一款由俄罗斯聯邦槍械製造商卡拉什尼科夫集團所研製及生產的卡賓槍，是AK-101突击步枪的縮短版本，發射5.56×45毫米（SS109／M855）北約口徑制式步枪子彈。

## 設計
相比起AK-74M、AK-101和AK-103這些類似設計的全尺寸型步槍，AK-105、AK-102和AK-104和的明顯之處是縮短的槍管，使它們成為一種介乎於全尺寸型步槍和更緊湊的AKS-74U卡賓槍之間的中間型型號。

### 生產
AK-102的機匣是由衝壓钢所製成。由於採用了能夠防震的現代化復合工程塑料部件，取代舊型號所採用的木製部件，這種步槍顯得十分輕巧，還可以防止各種惡劣的氣候以及生鏽和腐蝕。

### 彈藥
AK-102和AK-104、AK-105的設計上都非常相似，唯一的區別是口徑和相應的彈匣類型。

### 擊發系統
AK-10２具有314毫米（12.36英吋）的槍管與AKS-74U型「Krinkov」風格的槍口消焰／制退器，使槍機更暢順地循環。
由於其槍管長度比步槍為短，高壓火藥燃氣未能充分燃燒，而令逸散速度更快，難以讓新一發子彈上膛；「Krinkov」槍口制退器，用於吸收高壓火藥燃氣，以讓槍機能夠順利循環。

### 配件
AK-102的內部是附件儲存室，使用者可以把清槍工具儲存在槍托內部，相对于AKS-74U的金屬架槍托而言更有優勢。
使用者可透過在機匣左側的華沙條約導軌安裝各種俄式瞄準鏡；最新版本在機匣蓋上整合了皮卡汀尼導軌，讓使用者能夠直接裝上各種西式瞄準具。

## 衍生型

### AK-202
AK-202（前稱：AK-102M；M—俄语：Модернизированный；Modernizirovanniy；意為：現代化、改進型）是AK-102的現代化改進型，在當中導入了與AK-12發展相關的一些改進，於2017年推出、2018年改為現稱。
改進包括帶有MIL-STD-1913戰術導軌的剛性化機匣防塵蓋與護木、符合人體工程學的凹槽式手槍握把、新型可伸縮調節式管狀槍托、向下延伸而可單手操作的快慢機以及新型消焰器；原AK-102的大部分備件仍可與AK-202互換使用。

## 使用國
- 印度尼西亞
- 马来西亚
  - 馬來西亞海軍特種作戰部隊
- 泰國
- 乌拉圭

## 流行文化

### 电脑游戏
- 2008年—：命名為「AK102」，可裝上GP-30榴彈發射器。
- 2016年—《逃離塔科夫》：命名為“AK-102”，可作改裝。

## 圖集

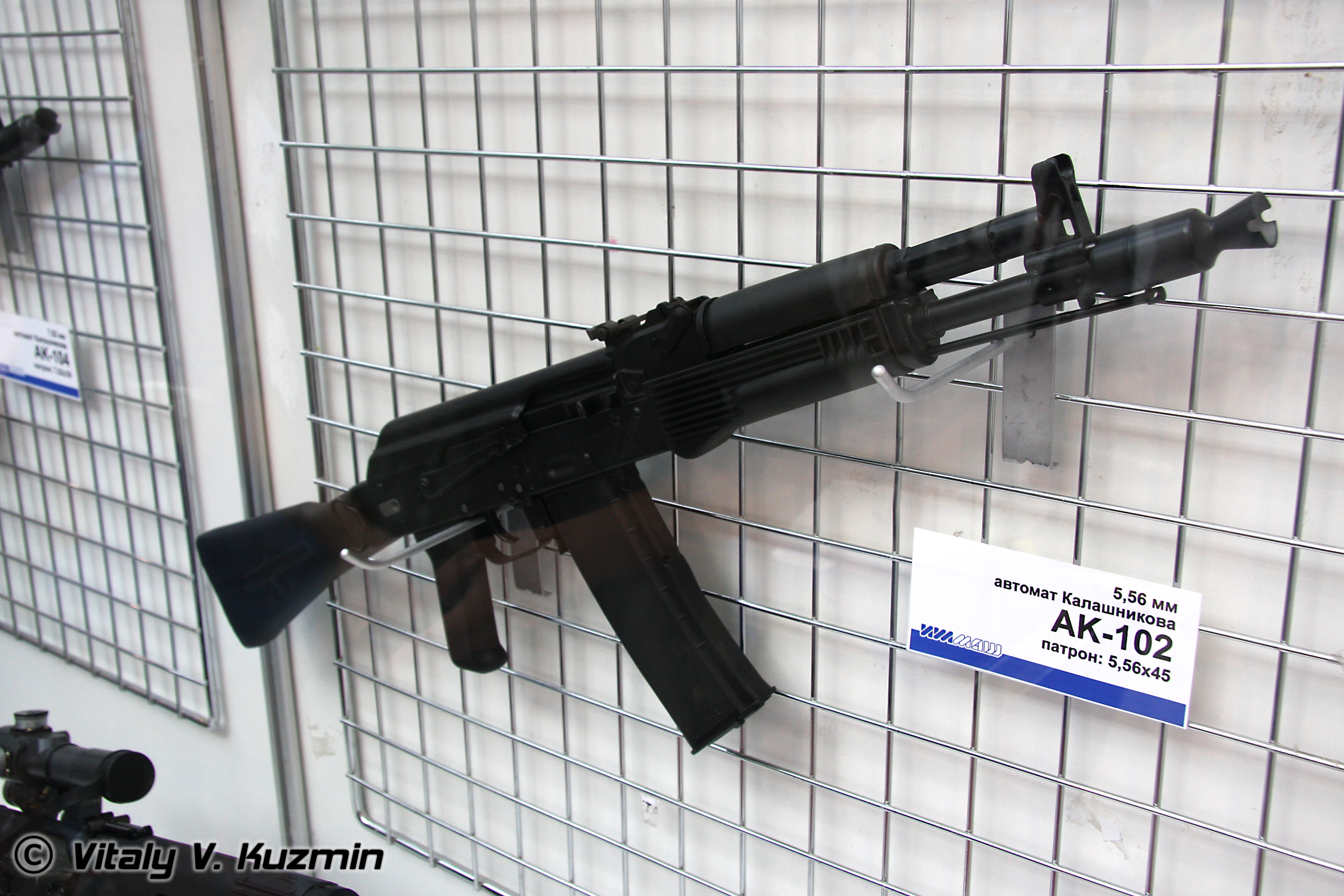
2008年IDELF展覽上的AK-102突擊步槍
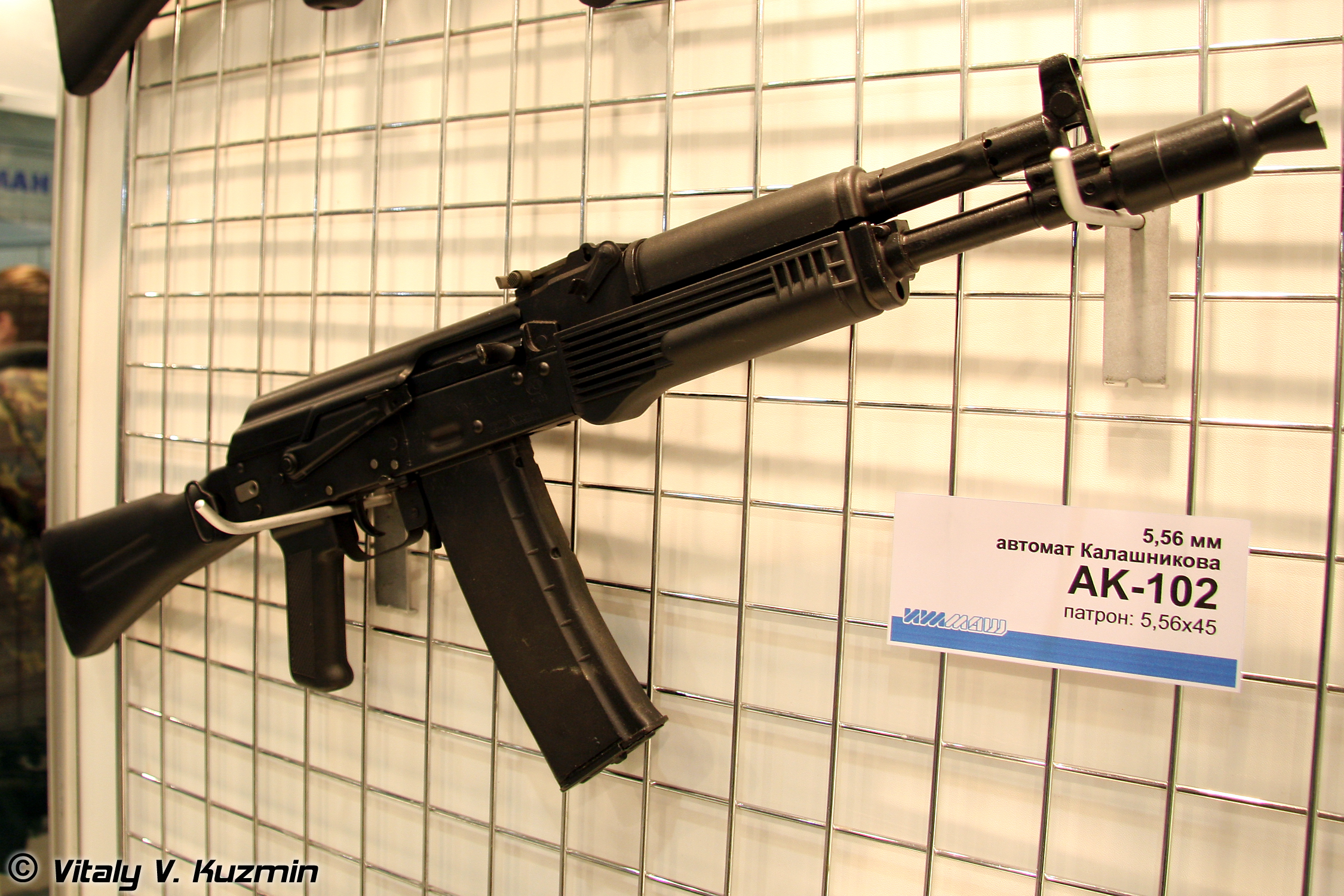
2009年俄羅斯國際軍警安防設備展（Interpolitex 2009）上展出的AK-102突擊步槍
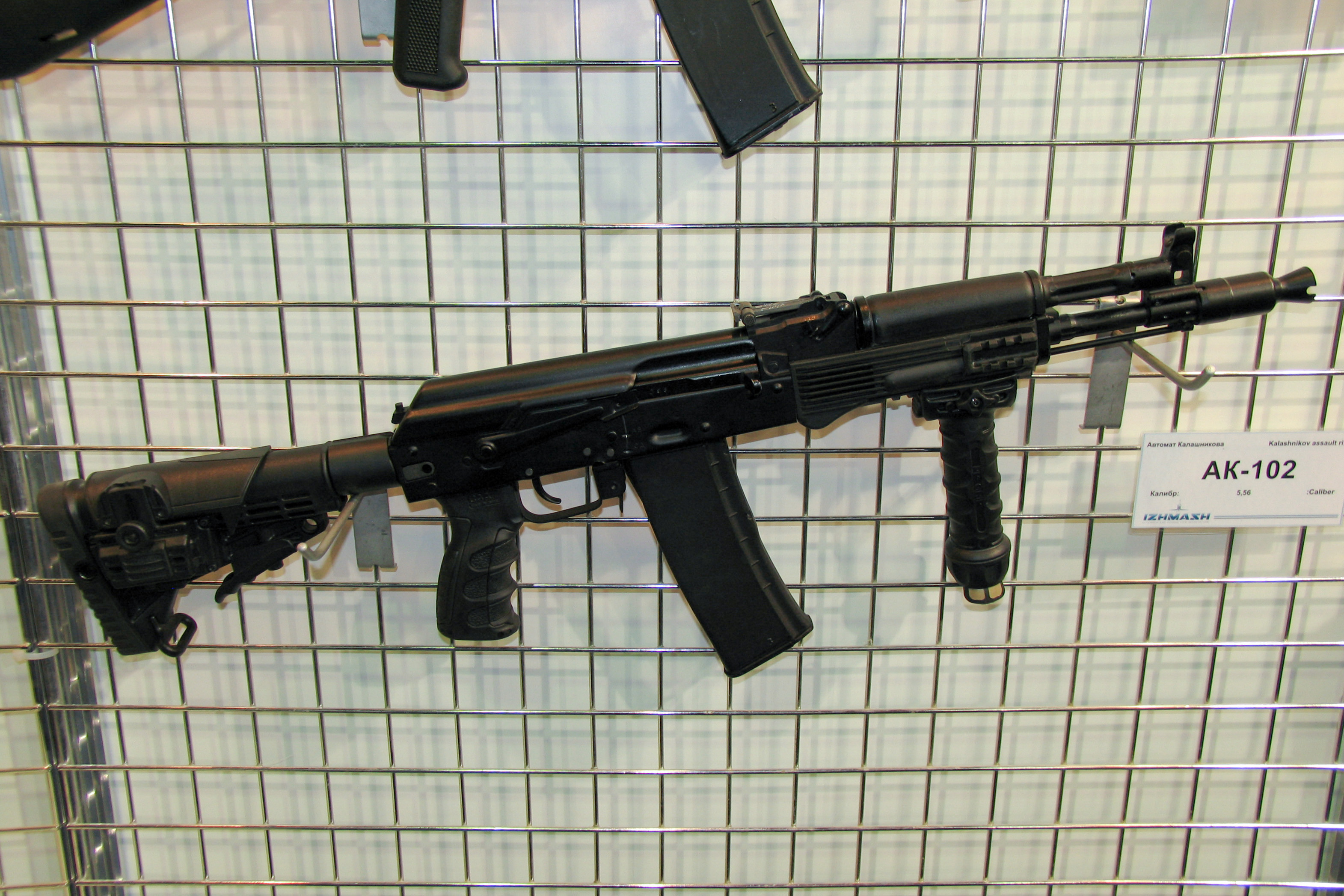
工程技術2012年國際論壇展覽上展出的AK-102突擊步槍
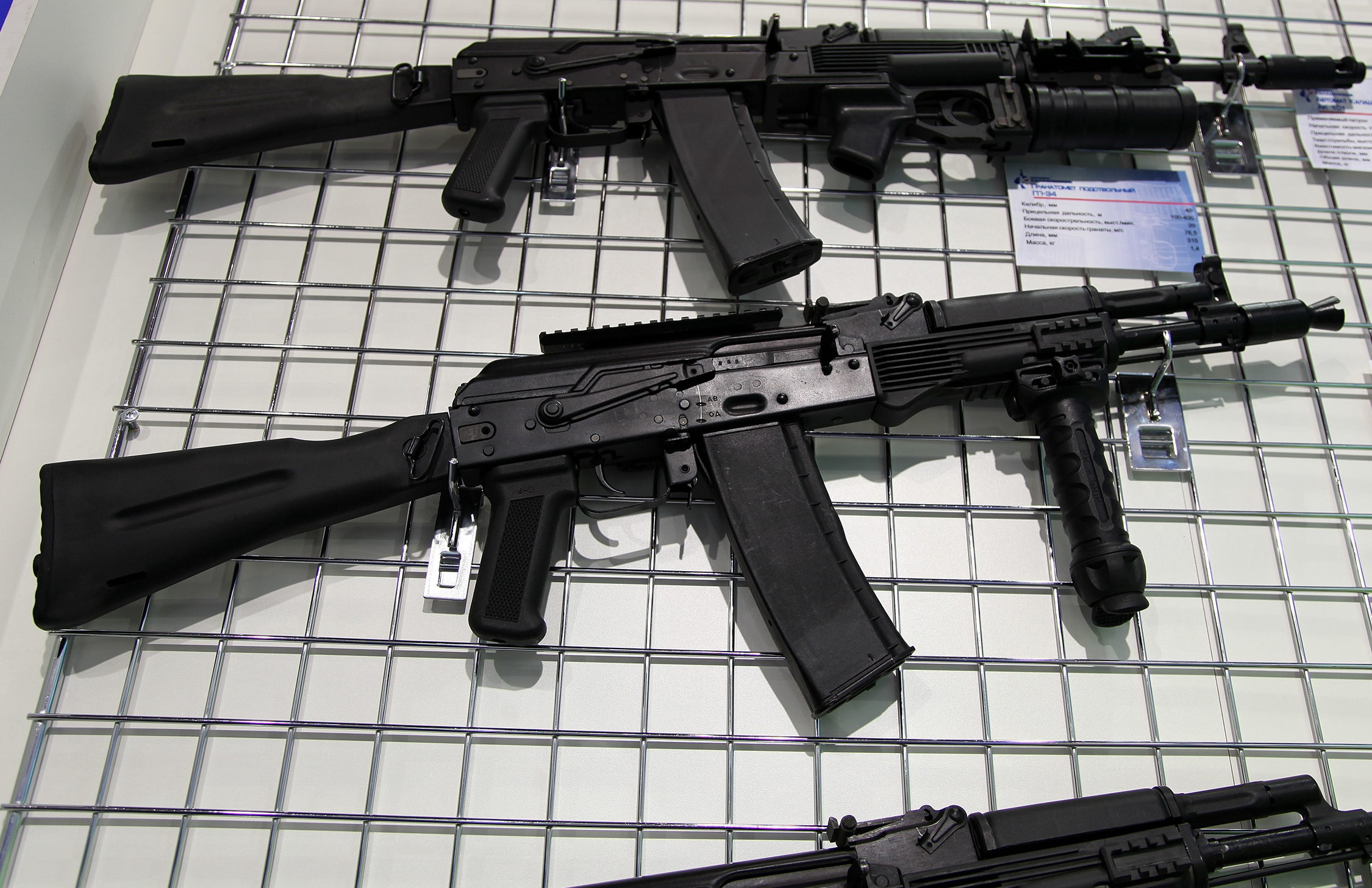
2013年俄羅斯國際軍警安防設備展（Interpolitex 2013）上展出的AK-102突擊步槍
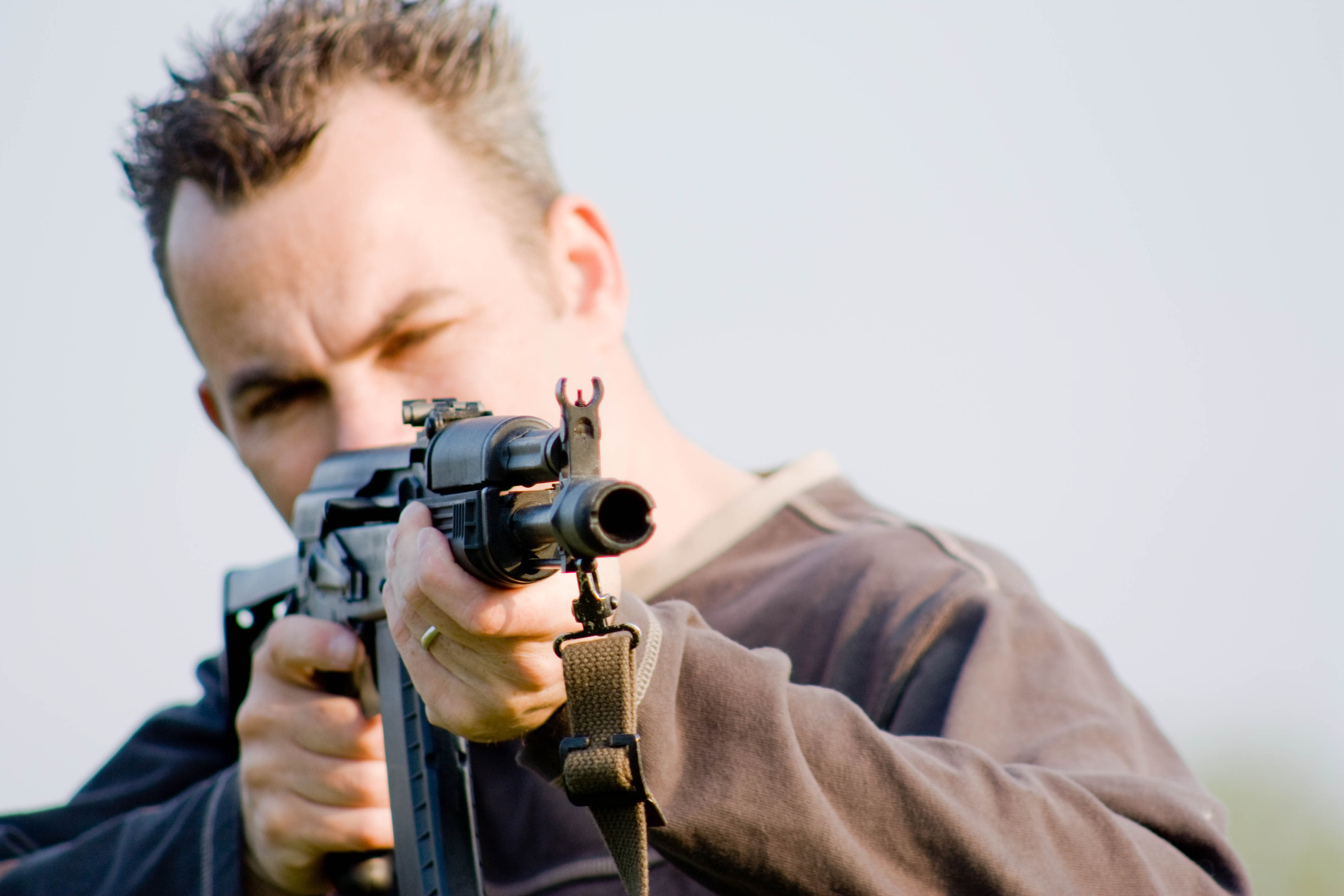
一人使用AK-102瞄準

## 資料來源

## 外部連結
- （英文）—Milparade—Izhevsk Weapons Are Always Up-To-Date
- （英文）—Military, Security and Civilian Guns and Equipment—Kalashnikov AK-102（页面存档备份，存于）
- （英文）—Zonawar.ru—Assault rifles АК 101, АК 102, АК 103, АК 104, АК 105
- （简体中文）—D Boy Gun World（槍炮世界）—AK-102短突击步枪（页面存档备份，存于）